# 기도 (1983년 드라마)
《기도》는 한국방송공사 1TV 특집드라마이다.

## 제작진
- 극본 : 곽인행
- 연출 : 김수동

## 출연진
- 백일섭
- 여운계
- 유지인
- 이순재
- 태민영